# Betamethason
Betamethasone là một loại thuốc steroid. Chúng sẽ được sử dụng cho một số bệnh bao gồm rối loạn thấp khớp như viêm khớp dạng thấp và lupus ban đỏ hệ thống, các bệnh về da như viêm da và bệnh vẩy nến, các bệnh dị ứng như hen suyễn và phù mạch, và dùng trong sinh non để tăng tốc độ phát triển phổi của em bé, bệnh Crohn, các bệnh ung thư như bệnh bạch cầu, và kết hợp cùng với fludrocortisone để chữa suy thượng thận, cùng với một số các bệnh khác. Thuốc có thể được uống qua đường miệng, tiêm vào cơ bắp, hoặc bôi dưới dạng kem. Nếu dùng dưới dạng tiêm, tác dụng chống viêm sẽ bắt đầu trong khoảng hai giờ và kéo dài trong bảy ngày.
Tác dụng phụ nghiêm trọng có thể có như tăng nguy cơ nhiễm trùng, suy nhược cơ, phản ứng dị ứng nghiêm trọng và rối loạn tâm thần. Sử dụng lâu dài có thể gây suy thượng thận. Ngừng thuốc đột ngột sau một thời gian sử dụng lâu dài có thể nguy hiểm. Dử dụng ở dạng kem bôi thường dẫn đến tăng trưởng tóc và kích ứng da. Betamethasone thuộc nhóm thuốc glucocorticoid.
Betamethasone đã được chấp thuận cho sử dụng y tế tại Hoa Kỳ vào năm 1961. Nó nằm trong danh sách các thuốc thiết yếu của Tổ chức Y tế Thế giới, tức là nhóm các loại thuốc hiệu quả và an toàn nhất cần thiết trong một hệ thống y tế. Chúng có sẵn dưới dạng thuốc gốc. Ở Hoa Kỳ, dạng viên và dung dịch tiêm có giá đắt còn dạng kem thì rẻ hơn.